# Cyrtopholis plumosa
Espèce
Synonymes
- Cyrtopholis plumosus Franganillo, 1931

Cyrtopholis plumosa est une espèce d'araignées mygalomorphes de la famille des Theraphosidae.

## Distribution
Cette espèce est endémique de Cuba.

## Publication originale
- Franganillo, 1931 : Excursiones arachnológicas, durante el mes de agosto de 1930. Estudios de Belén, vol. 1931, no 25, p. 168-171.